# Хайнценбах
Хайнценбах (нем. Heinzenbach) — община в Германии, в земле Рейнланд-Пфальц. 
Входит в состав района Рейн-Хунсрюк. Подчиняется управлению Кирхберг.  Население составляет 408 человек (на 31 декабря 2010 года). Занимает площадь 3,40 км².

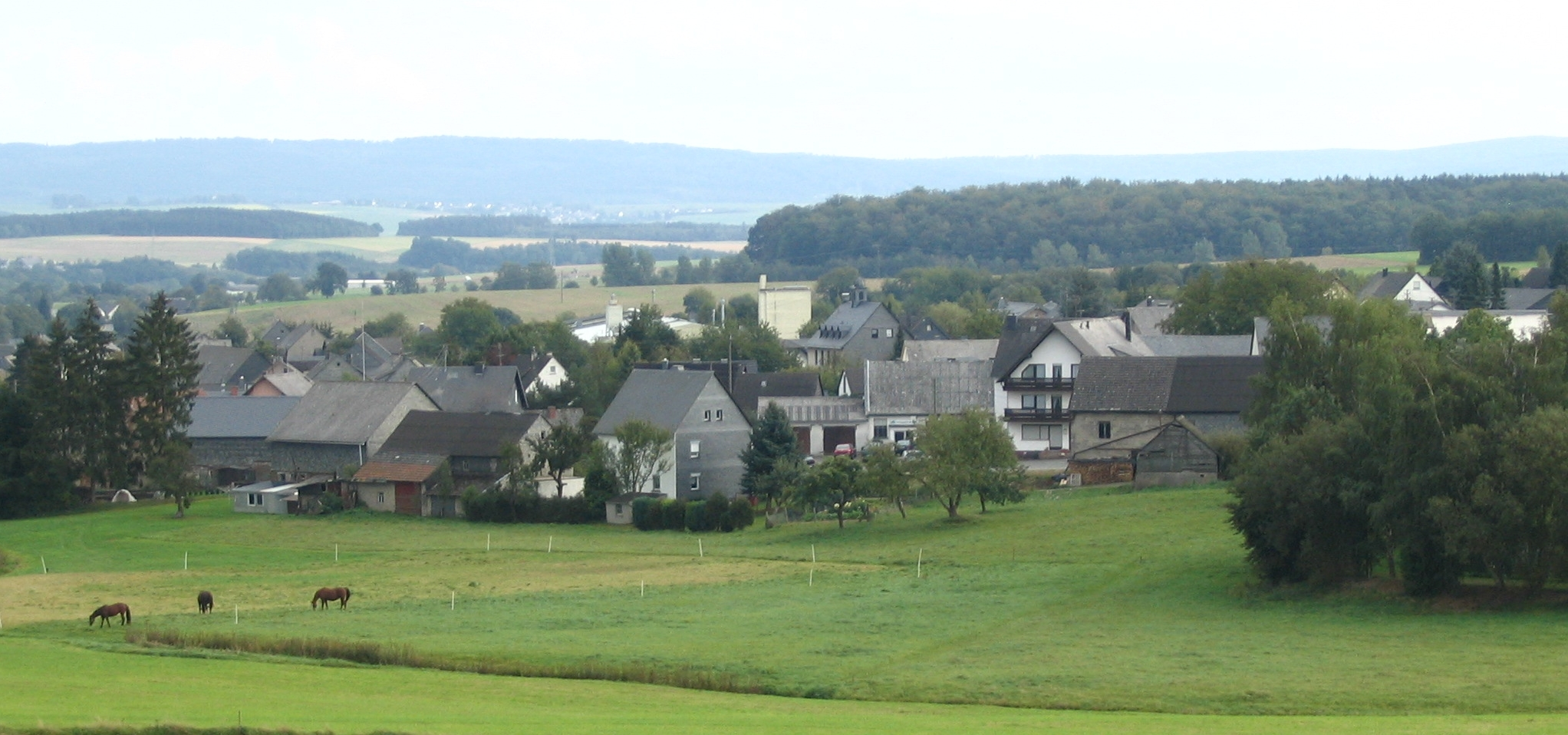
Хайнценбах